# Nathalie Richard (rallye automobile)
Nathalie Richard, originaire de Halifax (Nouvelle-Écosse), est une copilote de rallye québécoise de Saint-Jean-sur-Richelieu.

## Biographie

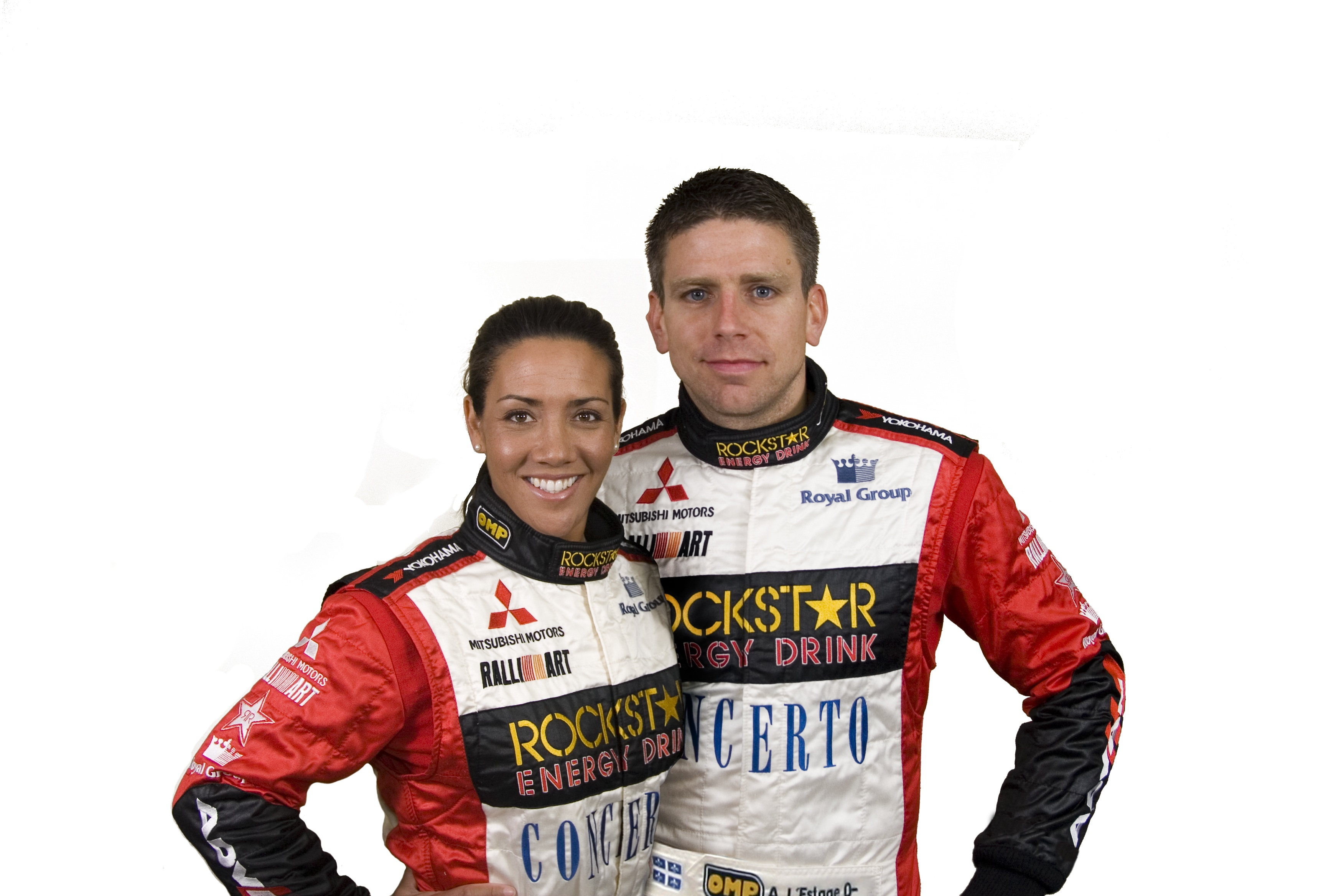
N. Richard et Antoine L'Estage.

Elle est la sœur de Patrick Richard avec lequel elle débute en 1999 alors qu'elle vit encore à Toronto et dont elle est le navigateur en 2004-05 sur Subaru Impreza WRX, puis elle devient le copilote d'Antoine L'Estage à compter de 2007 sur Mitsubishi Lancer Evo, au sein du Coyote Rally Team. Son homologue Mark Milliams (triple vainqueur de la coupe d'Amérique du Nord des copilotes en 2000, 2001, et 2002) l'aida fortement à ses débuts en 2000, pour optimiser sa gestion des divers carnets de bord (road book, pointage, effractions, notes diverses...).
En 2004 elle a obtenu un triplé inédit avec son frère en championnats nord-américains: Rallyes d'Amérique du Nord, Rally America, et Rallyes du Canada. 2006 voit la fin de leur association (et du Rocket Rally Team) après les X Games XII d'été organisés à Los Angeles. Elle devient dans la foulée la coéquipière de Lestages, tous deux participant également aux X-Games de 2007 et 2009. En 2010, l'équipage remporte à son tour la triple couronne noraméricaine, fait unique.
Elle est devenue copilote professionnelle en 2006, et est également consultante sportive télévisée pour les chaînes du câble américaines, et canadiennes (TSN, et le canal francophone RDS).

## Palmarès(au 31/12/2013)
- Triple Couronne noraméricaine: 2004 et 2010;
- Coupe d'Amérique du Nord des rallyes: 2004, 2005, 2007, 2008, 2009, 2010, 2011, et 2012;
- Champion du Canada des rallyes: 2004, 2007, 2010, 2011 et 2012;
- Champion des États-Unis des rallyes: 2004 (SCCA), 2005 et 2010;
- Championne du Canada des rallyes: 2004, 2006, 2007, 2008, 2009, 2010, 2011 et 2012;
- Championne des États-Unis des rallyes: 2004 (SCCA), 2005 et 2010;
- Nombreuses victoires finales en Classe Open et Groupe N, tant en championnat américain que canadien.

### 28 victoires en Championnat du Canada
- 2004, 2006, 2007, 2010, 2011 et 2012: Rallye Rocky Mountain;
- 2004, 2007, 2009, 2010 et 2011: Rallye Défi St-Agathe;
- 2004, 2007, 2008, 2010 et 2012: Rallye Pacific Forest;
- 2004, 2007, 2011, 2012 et 2013: Rallye Baie Des Chaleurs;
- 2004, 2008, 2009, 2011 et 2012: Rallye Perce-Neige;
- 2007, et 2010: Rallye of the Tall Pines;

### 10 victoires en Rally America
- 2008 et 2013: Rallye Sno*Drift;
- 2008, 2010 et 2012: Rallye Susquehannock Trail (STPR);
- 2010, 2011 et 2012: Rallye New England Forest Rally;
- 2011: Rallye in the 100 Acre Wood;
- 2012: Rallye New England Forest;

### 2 victoires en ProRally (SCCA)
- 2004: Rallye Rim of the World;
- 2004: Rallye Oregon Trail.

## Distinctions
- 8 Jean McAlpine Trophy de la meilleure rallywoman canadienne consécutifs (record), en 2004, et de 2006 à 2012.